# 神奈川村
神奈川村（かながわそん）は、鳥取県日野郡にあった村。現在の日野郡江府町の一部にあたる。

## 地理
- 河川：日野川[3]、俣野川[4]、岩谷川[4]
- 山岳：三平山[4]、朝鍋山[4]、金ヶ谷山[4]

## 歴史
- 1889年（明治22年）10月1日、町村制の施行により、日野郡下安井村、洲河崎村、武庫村、俣野村が合併して村制施行し、金岩村が発足[1][2]。旧村名を継承した下安井、洲河崎、武庫、俣野の4大字を編成[2]。
- 1953年（昭和28年）6月1日、日野郡江尾町、神奈川村、米沢村と合併し、江府町を新設して廃止された[1][2]。合併後、江府町大字下安井・洲河崎・武庫・俣野となる[2]。

### 地名の由来
古来、砂鉄の沈殿が多く、収穫がとても多かったため、この付近を金川（かながわ）と称したことから。

## 産業
- 農業、養蚕[2]
- 産物：薪炭、米、和牛、葉煙草、砂鉄[4][5]
- 1914年（大正3年）大字武庫字宮ノ前に神武製鉄所を開設し和鉄生産、木炭製造を行ったが、不況のため1921年（大正10年）に閉鎖した[6]。